# Дивний випадок із собакою вночі
«Дивний випадок із собакою вночі» або «Загадковий нічний інцидент із собакою» (англ. The Curious Incident of the Dog in the Night-Time) — роман британського письменника Марка Геддона, виданий у 2003 році.
Розповідь у книзі ведеться від імені головного героя роману — 15-річного хлопчика на ім'я Крістофер Джон Френсіс Бун, який має аутизм. (Деякі особливості поведінки хлопчика вказують на те, що у нього синдром Аспергера).
Назва книги цитує оповідання Артура Конан Дойля «Срібний» (англ. «Silver Blaze»), в якому Шерлок Холмс розслідує вбивство, звернувши увагу на дивну поведінку собаки в ніч злочину.

## Сюжет
Крістофер Бун живе зі своїм батьком в місті Свіндон, графство Вілштир, Велика Британія. За словами батька, матір Крістофера померла від серцевого нападу в лікарні близько двох років тому.
Одного разу Крістофер знаходить в саду мертве тіло сусідського собаки на ім'я Велінгтон з увіткнутими в нього садовими вилами. Він вирішує розслідувати вбивство, попри заборону батька. Хлопчик починає писати книгу про вбивство собаки, куди ретельно записує всі свої думки. У ході розслідування він з'ясовує, що його мати жива й проживає в Лондоні. Це, разом з іншими обставинами, підриває довіру хлопчика до батька, і він вирішує перебратися жити до мами. Через те, що хворий на аутизм Крістофер зовсім не здатний до спілкування з оточенням і ніколи не був за межами свого дому та шкільного подвір'я (до школи для дітей з особливими потребами його завжди відвозив автобус), через те, що він не має уявлення про те, як користуватися громадським транспортом та іншими речами, про які звичайні люди ніколи навіть не задумуються, поїздка до Лондона перетворюється на довгу, сповнену небезпек та прикростей подорож.
Хоча історія насправді досить сумна, закінчується книга на оптимістичній ноті роздумів Крістофера про своє майбутнє. Адже, як вважає Крістофер, успішне розв'язання ним детективної історії із собакою, самостійна поїздка до Лондона, де йому вдалося знайти маму та складання іспиту з математики рівня „А“ (у хлопця неабиякі здібності до точних наук), дозволяють сподіватися, що він успішно здолає усі інші негаразди, які виникнуть у його житті.

## Премії
- 2003 – Вітбредівська премія
- 2004 – премія Boeke[en]

## Критики
Українськомовний переклад роману зроблений Лоттою Мейдз отримав схвальні відгуки від українських літкритиків.

## Переклади українською
Перший українськомовний переклад книги Дивний випадок із собакою вночі був зроблений Лоттою Мейдз та виданий 2010 року видавництвом Кальварія під назвою "Дивний випадок із собакою вночі". Другий українськомовний переклад книги Дивний випадок із собакою вночі був зроблений Анастасією Рогозою та виданий 2016 року видавництвом КСД під назвою "Загадковий нічний інцидент із собакою".
- Марк Геддон (2010). Дивний випадок із собакою вночі. Переклад з англійської: Лотта Мейдз. Львів: Кальварія. с. 216. ISBN 978-966-663-285-5. {{cite book}}: Недійсний |nopp=n (довідка)
- Марк Геддон (2016). Загадковий нічний інцидент із собакою. Переклад з англійської: Анастасія Рогоза. Харків: КСД. с. 224. ISBN 978-617-12-0515-4. {{cite book}}: Недійсний |nopp=n (довідка)